# Christopher Broadbent
Christopher Broadbent (Londra, 1936) è un fotografo inglese.

## Biografia
Christopher Broadbent nasce a Londra nel 1936, trascorre l'infanzia nella campagna del Dorset. Frequenta i college di Dumpton e Canford. Nel 1954 entra nei Royal Marines e frequenta il Royal Naval College di Greenwich.
Ritornato civile si trasferisce a Parigi nel 1957 dove frequenta l'Institut des Hautes Etudes Cinématographiques sotto la guida di Georges Sadoul, Jean-Paul Mundviller ed Agnès Varda.
Nel 1961 si trasferisce a Roma dove lavora come aiuto regista per Alessandro Blasetti, Luigi Zampa e Giuseppe Maria Scotese. Nel 1962 firma la sceneggiatura e la regia di tre episodi del film in 8 episodi La vita provvisoria.
Il 1966 lo vede a Milano dove lavora nel cinema pubblicitario, firma come regista e direttore della fotografia una sessantina di spot e "caroselli". A partire dal 1968 e fino al 1980 alternail lavoro nel  cinema pubblicitario alla fotografia vera e propria.
Nel 1979 partecipa alla manifestazione Venezia 79 la fotografia con un corso di introduzione al grande formato, i suoi allievi ed assistenti ricordano i suoi continui richiami all'attenzione nella scelta di un punto di vista, che rafforzi il rapporto fra osservatore e soggetto.
Dal 1980 si dedica solamente alla fotografia. Firma come fotografo alcune fra le campagne che hanno cambiato la comunicazione pubblicitaria negli anni '80, come Barilla, Pioneer, Star, Bulgari, Campari, Ferrero, Esso, Fiat, San Pellegrino e molti altri.
Ha ricevuto diversi  premi dall'Art Directors Club: nel 1986 per la campagna Pioneer , nel 1987 per la campagna Barilla, nel 1988 per la campagna Star, nel 1989 per la campagna Carpenè Malvolti, nel 1990 e nel 1991  di nuovo per la campagna Pioneer, nel 1992 per la campagna birra Poretti, nel 1993 per la campagna Boffi , Nel 1994 riceve due premi, per la campagna Boffi e per quella Logic nello stesso anno   lo stesso Art Directors Club lo inserisce nella "Hall of fame" dell'associazione.  Broadbent è stato inoltre premiato con un Clio award negli Stati Uniti per la campagna Gouda e con Lion de Bronze a Cannes per quella del caffè Hag.
Ha collaborato inoltre con alcune fra le più importanti riviste, in Italia con Casa Vogue, Vogue Gioiello, Gran Bazaar, Uomo Vogue e negli Stati Uniti con House & Garden e Brides.
Dal 2010 è impegnato principalmente nella ricerca personale e realizza nel suo studio di Santa Marta in Milano nature morte con una luce che alcuni critici hanno definito "fiamminga". Broadbent realizza le sue opere usando un banco ottico di 8 per 10 pollici in legno e stampando le lastre a contatto su carta fotografica al palladio che si emulsiona da sé. Per il colore usa una Leica digitale ed ottiene dei files che poi stampa su carta cotton-rag.
Le fotografie di Broadbent nascono da un forte rigore per la composizione, come lui stesso afferma in un'intervista ad ArtsLife, inizia a lavorare da una visione ortogonale con due o più piani prospettici per orientare chi guarda, al centro un soggetto con zone di luce e di ombra dove piazzare gli elementi di contorno. L'illuminazione nelle sue opere commerciali come in quelle di ricerca è austera, una sola luce principale con una forte attenzione all'uso di superfici riflettenti di riempimento delle ombre. Nelle sue nature morte recenti la luce principale è una finestra o una vecchia plafoniera cinematografica, usata nella realizzazione del film Cleopatra.

## Opere
- Contributi per una storia della fotografia italiana, Gexpo, 1977.
- La dimora di D'Annunzio, Il Vittoriale, Novecento, 1980.
- The Studio:  A chapter on lighting., Time-Life Books, 1982.
- Quello che resta, Peliti Associati, 2018, ISBN 9788889412770.

## Pubblicazioni
- FMR Magazine n. 3, maggio 1982
- Progresso Fotografico, Novembre 1989
- Abitare n. 348, aprile 2004
- Art e Dossier n. 272, dicembre 2010
- Progresso Fotografico, maggio-giugno 2019

## Mostre
- Contributi per una storia della fotografia italiana, Sicof, Milano, 1977[20]
- Mostra/Asta AFIP per Gaetano Cremonini, Il Diaframma Kodak, Milano, 1990
- Babel, Miart, Milano, 1999[20]
- Solids, Galleria Bernardelli, Mantova, 2002
- Juxtapositions, fondazione Mudima, Milano, 2004[21]
- Bacco a Bergamo - Tempo Fermo, Grumello, 2005
- I Maestri della Fotografia, Peggy Guggenheim Collection, Venezia, 2006[22]
- What’s Left, Galleria Curti Gambuzzi, Milano, 2013[23]
- Contemporary Art & Design, Pianello Val Tidone, 2014
- Nature Morte (2000-2017), Galleria del Cembalo, Roma, 2017[24]
- Christopher Broadbent, Photo London, Londra, 2018[25]
- Still Life, Bugno Art Gallery, Venezia, 2018[26]
- Il grande incanto, Macof, Centro della fotografia italiana, Brescia, 2020[27]